# Дили, Джон
Джон Дили (англ. John Deely; 26 апреля 1942, Чикаго, Иллинойс — 7 января 2017, Гринсберг, Пенсильвания) — американский философ и семиотик. Президент Американского общества семиотики.

## Биография
Профессор университета Св. Тома (Хьюстон, США). 
Президент Американского общества семиотики и Вице-президент Международной ассоциации семиотики. Приглашался для чтения лекций в ряде университетов стран Америки и Европы: Бразилия, Мексика, Финляндия.
Редактор ежегодника «Научные записки Американского общества семиотики».
Автор ряда монографий и более 100 статей по семиотике. Произведения переведены на ряд языков. Самые известные произведения: «Вступление к семиотике», «Философские измерения происхождение видов», «Человек применяет знаки», «Накануне» (ранняя философия), «Традиция Хайдеггера» и др.

## Работы
- «Theses on Semiology and Semiotics», "The American Journal of Semiotics" 26.1-4 (2010), 17-25.
- "Introducing Semiotic: Its History and Doctrine" (Indiana Univ., 1982).
- "Basics of Semiotics"
  - 1st ed., originally published simultaneously in English (Bloomington, IN: Indiana University Press, 1990) and Portuguese (as "Semiótica Basica", trans. Julio Pinto and Julio Jeha [São Paulo, Brazil: Atica Editora]). "Bazele Semioticii", trans. Mariana Neţ (Bucarest: ALL s.r.l, 1993). "Basics of Semiotics", Japanese edition (Hosei University Press, 1994). Subsequent expanded editions listed in following entries.
  - 2nd ed., "Los Fundamentos de la Semiotica", trans. José Luis Caivano and Mauricio Beuchot (Expanded 2nd ed.; Mexico City: Universidad Iberoamericana, 1996). Ukrainian edition, trans. Anatolij Karas (Lviv University, 2000).
  - 3rd ed., further expanded, "Basi della semiotica", trans. Massimo Leone, with and Introduction by Susan Petrilli and Augusto Ponzio (Bari, Italy: Laterza, 2004).
  - 4th ed., expanded again, bilingual Estonian and English trans. Kati Lindström (Tartu Semiotics Library 4; Tartu, Estonia: Tartu University Press, 2005).
  - 5th ed., again expanded, English only (Tartu Semiotics Library 4.2; Tartu, Estonia: Tartu University Press, 2009).
  - 6th ed., yet again expanded, Chinese only, trans. Zujian Zhang (Beijing: Renmin University Press, 2011 [forthcoming]).
- "Four Ages of Understanding" (Univ Toronto: 2001)
- "What Distinguishes Human Understanding" (Санкт Augustine's: 2002)
- "The Impact on Philosophy of Semiotics" (Санкт Augustine's: 2003)
- "Intentionality and Semiotics" (Scranton: 2007)
- "Descartes & Poinsot: The Crossroads of Signs and Ideas" (Scranton: 2008)
- "Augustine & Poinsot: The Semiotic Development" (Scranton: 2009)
- "Semiotic Animal" (Санкт Augustine's: 2010)
- "Semiotics Seen Synchronically: the View from 2010" (LEGAS: 2010)
- "Medieval Philosophy Redefined: The Development

of Cenoscopic Science, AD354 to 1644 (From the Birth of Augustine to the Death of Poinsot)" (University of Scranton: 2010).